# Еремеев, Дмитрий Владимирович
Дми́трий Влади́мирович Ереме́ев (1919—1995) — советский строитель, главный инженер «Куйбышевгидростроя», заслуженный строитель РСФСР, лауреат Государственной премии СССР.

## Биография
Родился на станции Купино (ныне — районный центр в Новосибирской области).
В 1941 году окончил 6-месячные курсы по подготовке общевойсковых командиров при военной академии химической защиты имени К. Е. Ворошилова. Во время Великой Отечественной войны Еремеев служил начальником химзащиты 1003-го стрелкового полка 279-й Лисичанской стрелковой дивизии. С июня 1942 года на фронте, сражался на Калининском, Юго-Западных фронтах, в дальнейшем освобождал Крым и Прибалтику
В феврале 1943 года принимал участие в штурме Ворошиловграда, где в ходе атаки уничтожил до 8 немецких солдат и офицеров и подавил пулемёт противника. За проявленные смелость и решительность старший лейтенант Еремеев был награждён орденом Отечественной войны II степени. 2 марта 1943 года был ранен в ногу.
30 мая 1945 года капитан Еремеев был награждён орденом Красной Звезды: «За образцовое выполнение боевых заданий».
После окончания войны вышел в запас, поступил в Омский сельскохозяйственный институт, который закончил в 1949 году по специальности «гидромелиорация» с дипломом инженера-гидротехника. В том же 1949 году Дмитрий Владимирович возглавив Омский асфальтобетонный завод, а через год стал инженером в Омском отделении «Главсельэнерго».
В 1951—1953 года Дмитрий Еремеев работал инженером-гидротехником на строительстве Цимлянской ГЭС. В 1952—1956 гг. Еремеев работал в тресте «Куйбышевгидрострой» старшим инженером, зам. главного инженера, начальником производственного отдела района водосливной плотины на строительстве Куйбышевской ГЭС. С 1956 по 1959 год Еремеев работал главным инженером Шлюзового строительного района, заместителем главного инженера СМУ левого берега, стал начальником СМУ-6 на строительстве Куйбышевской ГЭС. За успехи при строительстве ГЭС Еремеев был награждён орденом Ленина.
В дальнейшем работал на строительстве заводов в Тольятти. При строительстве здания цеха завода Трансформатор под руководством Еремеева были внедрены в практику строительства сборный железобетон и предварительно напряжённые железобетонные конструкции, что привело к значительной экономии и сокращению сроков строительства. За эту работу Д. В. Еремеев был награждён большой серебряной медалью ВДНХ СССР в 1963 году.
2 июня 1964 года Д. В. Еремеев был назначен главным инженером «Куйбышевгидростроя». Уже спустя два года он был награждён орденом Трудового Красного Знамени за внедрение сетевого планирования и поточного-скоростного строительства.
В 1970 году Дмитрию Еремееву было присвоено звание «Заслуженный строитель РСФСР».
Принимал активное участие в строительстве «КуйбышевАзота» и завода синтетического каучука, за что в 1971 году был награждён вторым орденом Ленина. В 1974 году за строительство Оренбургского нефтеперерабатывающего завода Д. В. Еремеев был награждён третьим орденом Ленина. На строительстве ВАЗа при содействии Еремеева было применено строительство чистых бетонных полов из тяжелых и поризованных смесей, наливных перегородок, столбчатых фундаментов в вытрамбованных котлованах.
За строительство АвтоВАЗа Еремеев стал лауреатом Государственной Премии СССР в 1980 году.
На посту главного инженера КГС Еремеев находился до 1987 года. На протяжении 20 лет избирался депутатом Куйбышевского и Тольяттинского горсоветов народных депутатов, был членом бюро Тольяттинского ГК КПСС.
На доме, где жил Дмитрий Еремеев, ныне установлена мемориальная табличка.

## Семья
Супруга Еремеева Антонина Александровна родилась в 1920 году в Петропавловске Североказахстанской области.
В 1942 году окончила Омский медицинский институт, преподавала в эвакуированном в Омск Ленинградском военно-медицинском училище имени Щорса. В 1948—1951 годах работала врачом-ординатором и заведующим отделением в омском эвакогоспитале № 1494.
Сопровождала супруга в его переездах по стране: в 1951—1952 годах работала заведующей городским отделом
здравоохранения в Цимлянске, затем работала в Ставрополе-Тольятти, где в 1972 году стала главным врачом Комсомольской больницы. Выбиралась депутатом Комсомольского районного Совета, награждена орденом Трудового Красного Знамени.

## Награды
- Три ордена Ленина (1958, 1971, 1974);
- Орден Трудового Красного Знамени (1966);
- Орден Отечественной войны I степени (01.08.1986);
- Орден Отечественной войны II степени (24.5.1943);
- Орден Красной Звезды (30.05.1945);
- Медаль «За трудовую доблесть»
- Медали СССР и РФ
- Государственная премия СССР (1980);
- Заслуженный строитель РСФСР (1970);
- Почетный энергетик СССР[3].